# Anomala adustula
Anomala adustula är en skalbaggsart som beskrevs av Gerstaecker 1884. Anomala adustula ingår i släktet Anomala och familjen Rutelidae. Inga underarter finns listade i Catalogue of Life.